# Брент Корріган

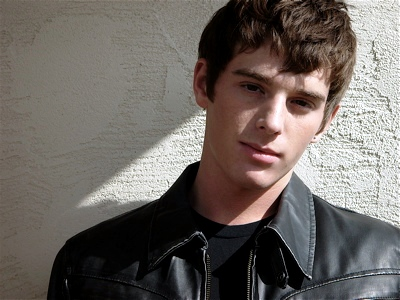

Брент Корріган (англ. Brent Corrigan), справжнє ім'я Шон Пол Локхарт (англ. Sean Paul Lockhart; нар. 31 жовтня 1986) — американський гей-порно модель і актор.

## Життєпис
Локхарт почав свою порно-кар'єру в 2004 році на студії «Cobra Video» як юного гарненького проститута у фільмі «Every Poolboy's Dream» під ім'ям Брент Корріган. Він швидко став одним з найвідоміших акторів студії «Cobra Video», де його фільми з темою незахищеного сексу були на вершині рейтингів і в топі продажів.
Під ім'ям Брента Корріган його кар'єра виконавця характеризувалася різноманітною сексуальною активністю, включаючи ковтання сперми, ріммінгу перше подвійне анальне проникнення у фільмах «Cobra Video», виконане акторами Чейзом Маккензі (англ. Chase McKenzie) і Брентом Евереттом (англ. Brent Everett).
У вересні 2005 році Корріган зробив заяву про те, що він підробив своє посвідчення особи для зйомок у своїх перших фільмах, будучи неповнолітнім, коли вони знімалися.
Корріган і «Cobra Video» створили кожен по окремому «офіційному» сайту, просуваючи виконавця.
2016 року вийшов художній фільм «Королівська кобра», в основу якого лягла біографія Шона Локхарта.

## Юні роки
Корріган стверджує, що він народився в місті Льюістон, штат Айдахо, США; вихований вітчимом в Сіетлі, штат Вашингтон і переїхав в 2004 році в Сан-Дієго, штат Каліфорнія, щоб жити зі своєю матір'ю. Після прибуття в Сан-Дієго він, надісланий матір'ю, був змушений піклуватися про себе сам.
Він каже, що в 16 зустрів і почав зустрічатися з більш старшим чоловіком, який ввів його в те, що він розглядав як нездорову соціальну тусовку.
|  | Мій партнер познайомив мене зі способом життя, який не був дуже відповідним в 16-річному віці. Він був нікчемою, але зробив найгірший вплив на мене. Проте я думав, що це те, що геї так поводяться. Я не знав, що більшість гей-співтовариств не схильні до наркотиків і не зляться один на одного; що існує така риса гей-спільноти як прояв, як не дивно, турботи один про одного. |

Крім того, він заявляє, що ніколи не зустрічав свого біологічного батька.

## Відеографія

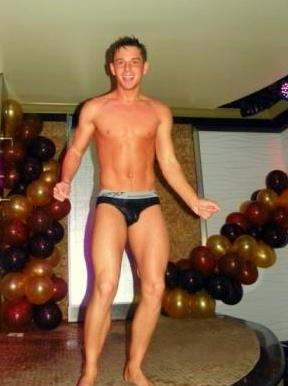
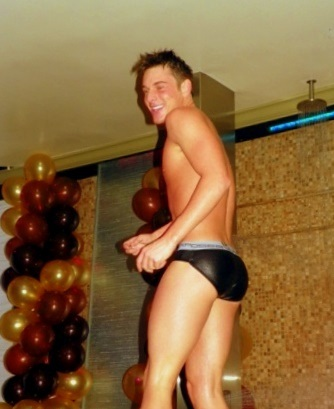
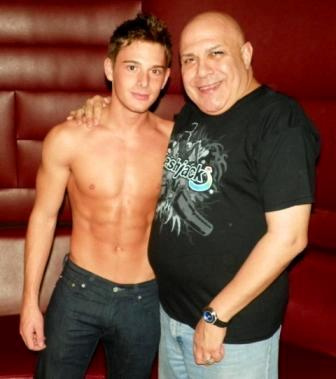
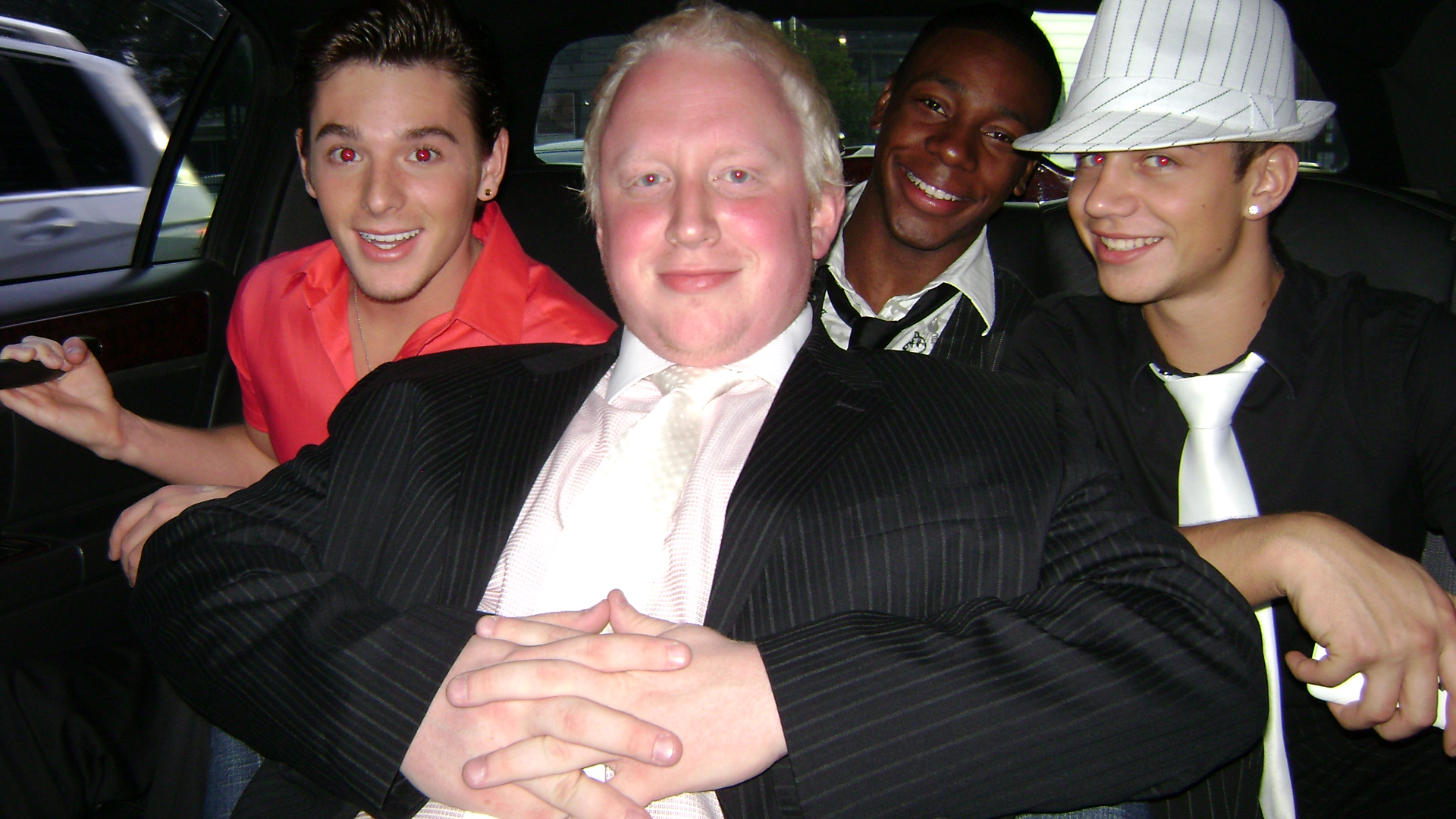
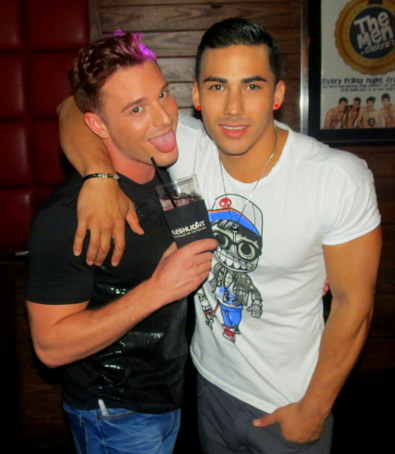
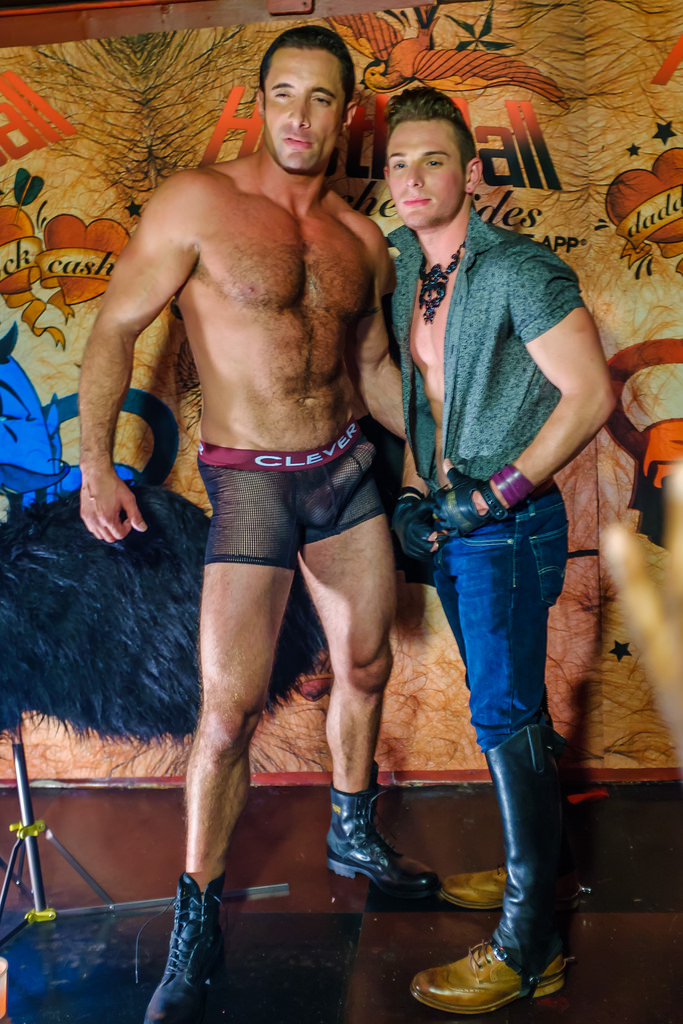

- Every Poolboy’s Dream, 2004
- Schoolboy Crush, 2004
- Cream BBoys, 2006
- The Velvet Mafia, 2006
- Fuck Me Raw, 2006
- Tell Me, 2007
- Another Gay Sequel, 2008
- Brent Corrigan’s Summit, 2008
- Drafted 3, 2008